# 4 Heures de Barcelone 2021
Navigation
Édition précédente Édition suivante
Les 4 Heures de Barcelone 2021, disputées le 18 avril 2021 sur le Circuit de Barcelone, sont la vingt-quatrième édition de cette course, la seconde sur un format de quatre heures, et la première manche de l'European Le Mans Series 2021.

## Qualifications
| Pos. | Classe     | N° | Équipe                    | Pilote                 | Temps          | Écart        |
| 1    | LMP2       | 25 | G-Drive Racing            | Nyck de Vries          | 1 min 31 s 788 | --           |
| 2    | LMP2       | 41 | Team WRT                  | Louis Delétraz         | 1 min 31 s 867 | ̟+ 0 s 079    |
| 3    | LMP2       | 65 | Panis Racing              | William Stevens        | 1 min 32 s 282 | ̟+ 0 s 494    |
| 4    | LMP2       | 21 | DragonSpeed USA           | Ben Hanley             | 1 min 32 s 402 | ̟+ 0 s 614    |
| 5    | LMP2       | 32 | United Autosports         | Job van Uitert         | 1 min 32 s 578 | ̟+ 0 s 790    |
| 6    | LMP2       | 22 | United Autosports         | Phil Hanson            | 1 min 32 s 725 | ̟+ 0 s 937    |
| 7    | LMP2       | 28 | IDEC Sport                | Paul-Loup Chatin       | 1 min 32 s 746 | ̟+ 0 s 958    |
| 8    | LMP2       | 34 | Racing Team Turkey        | Harry Tincknell        | 1 min 33 s 286 | ̟+ 1 s 498    |
| 9    | LMP2       | 25 | G-Drive Racing            | Pietro Fittipaldi      | 1 min 33 s 359 | ̟+ 1 s 571    |
| 10   | LMP2       | 37 | Cool Racing               | Nicolas Lapierre       | 1 min 33 s 364 | ̟+ 1 s 576    |
| 11   | LMP2       | 29 | Ultimate                  | Matthieu Lahaye        | 1 min 33 s 372 | ̟+ 1 s 584    |
| 12   | LMP2       | 30 | DUQUEINE Team             | René Binder            | 1 min 33 s 724 | ̟+ 1 s 936    |
| 13   | LMP2       | 17 | IDEC Sport                | Ryan Dalziel           | 1 min 34 s 107 | ̟+ 2 s 319    |
| 14   | LMP2       | 24 | Algarve Pro Racing        | Ferdinand von Habsburg | 1 min 34 s 110 | ̟+ 2 s 322    |
| 15   | LMP2       | 35 | BHK Motorsport            | Sergio Campana         | 1 min 34 s 550 | ̟+ 2 s 762    |
| 16   | LMP2       | 39 | Graff                     | Vincent Capillaire     | 1 min 34 s 747 | ̟+ 2 s 959    |
| 17   | INNOVATIVE | 84 | Associaton SRT41          | Pierre Sancinena       | 1 min 37 s 616 | ̟+ 5 s 828    |
| 18   | LMP3       | 3  | United Autosports         | Duncan Tappy           | 1 min 39 s 162 | ̟+ 7 s 374    |
| 19   | LMP3       | 15 | RLR Msport                | Malthe Jakobsen        | 1 min 39 s 183 | ̟+ 7 s 395    |
| 20   | LMP3       | 2  | United Autosports         | Wayne Boyd             | 1 min 39 s 224 | ̟+ 7 s 436    |
| 21   | LMP3       | 4  | DKR Engineering           | Laurents Hörr          | 1 min 39 s 341 | ̟+ 7 s 553    |
| 22   | LMP3       | 13 | Inter Europol Competition | Ugo de Wilde           | 1 min 39 s 385 | ̟+ 7 s 597    |
| 23   | LMP3       | 8  | Graff                     | David Droux            | 1 min 39 s 691 | ̟+ 7 s 903    |
| 24   | LMP3       | 20 | Team Virage               | Garett Grist           | 1 min 39 s 743 | ̟+ 7 s 955    |
| 25   | LMP3       | 18 | 1 AIM Villorba Corse      | Alessandro Bressan     | 1 min 39 s 915 | ̟+ 8 s 127    |
| 26   | LMP3       | 19 | Cool Racing               | Matthew Bell           | 1 min 40 s 036 | ̟+ 8 s 248    |
| 27   | LMP3       | 5  | MV2S Racing               | Fabien Lavergne        | 1 min 40 s 119 | ̟+ 8 s 331    |
| 28   | LMP3       | 9  | Graff                     | Matthias Kaiser        | 1 min 40 s 236 | ̟+ 8 s 448    |
| 29   | LMP3       | 14 | Inter Europol Competition | Mattia Pasini          | 1 min 40 s 249 | ̟+ 8 s 461    |
| 30   | LMP3       | 7  | Nielsen Racing            | Colin Noble            | 1 min 40 s 261 | ̟+ 8 s 473    |
| 31   | LMP3       | 12 | Racing Experience         | David Hauser           | 1 min 40 s 424 | ̟+ 8 s 636    |
| 32   | LMP3       | 11 | Eurointernational         | Mateusz Kaprzyk        | 1 min 40 s 437 | ̟+ 8 s 649    |
| 33   | LMP3       | 6  | Nielsen Racing            | Austin McCusker        | 1 min 40 s 643 | ̟+ 8 s 855    |
| 34   | LMGTE      | 77 | Proton Competition        | Gianmaria Bruni        | 1 min 41 s 892 | ̟+ 10 s 104   |
| 35   | LMGTE      | 80 | Iron Lynx                 | Miguel Molina          | 1 min 42 s 041 | ̟+ 10 s 253   |
| 36   | LMGTE      | 83 | Iron Lynx                 | Rahel Frey             | 1 min 42 s 266 | ̟+ 10 s 478   |
| 37   | LMGTE      | 93 | Proton Competition        | Richard Lietz          | 1 min 42 s 566 | ̟+ 10 s 778   |
| 38   | LMGTE      | 95 | TF Sport                  | Ross Gunn              | 1 min 42 s 769 | ̟+ 10 s 981   |
| 39   | LMGTE      | 66 | JMW Motorsport            | Jody Fannin            | 1 min 42 s 842 | ̟+ 11 s 054   |
| 40   | LMGTE      | 55 | Spirit of Race            | Matthew Griffin        | 1 min 42.977   | ̟+ 11 s 189   |
| 41   | LMGTE      | 60 | Iron Lynx                 |                        | Pas de temps   | Pas de temps |

## Course

### Classement de la course
Voici le classement provisoire au terme de la course.
- Les vainqueurs de chaque catégorie sont signalés par un fond jauni.
- Pour la colonne Pneus, il faut passer le curseur au-dessus du modèle pour connaître le manufacturier de pneumatiques.

| Pos  | Classe     | no | Écurie                    | Pilotes                                                  | Châssis                        | Pneus | Tours | Temps               |
| Pos  | Classe     | no | Écurie                    | Pilotes                                                  | Moteur                         | Pneus | Tours | Temps               |
| ---- | ---------- | -- | ------------------------- | -------------------------------------------------------- | ------------------------------ | ----- | ----- | ------------------- |
| 1    | LMP2       | 41 | Team WRT                  | Louis Delétraz Robert Kubica Ye Yifei                    | Oreca 07                       | G     | 141   | 4 h 00 min 17 s 479 |
| 1    | LMP2       | 41 | Team WRT                  | Louis Delétraz Robert Kubica Ye Yifei                    | Gibson GK428 4,2 l V8 Atmo     | G     | 141   | 4 h 00 min 17 s 479 |
| 2    | LMP2       | 65 | Panis Racing              | Gabriel Aubry Julien Canal Will Stevens                  | Oreca 07                       | G     | 141   | + 22 s 125          |
| 2    | LMP2       | 65 | Panis Racing              | Gabriel Aubry Julien Canal Will Stevens                  | Gibson GK428 4,2 l V8 Atmo     | G     | 141   | + 22 s 125          |
| 3    | LMP2       | 22 | United Autosports         | Jonathan Aberdein Philip Hanson Tom Gamble               | Oreca 07                       | G     | 141   | + 1 min 29 s .570   |
| 3    | LMP2       | 22 | United Autosports         | Jonathan Aberdein Philip Hanson Tom Gamble               | Gibson GK428 4,2 l V8 Atmo     | G     | 141   | + 1 min 29 s .570   |
| 4    | LMP2       | 26 | G-Drive Racing            | Franco Colapinto Roman Rusinov Nyck de Vries             | Aurus 01                       | G     | 141   | + 1 min 34 s 085    |
| 4    | LMP2       | 26 | G-Drive Racing            | Franco Colapinto Roman Rusinov Nyck de Vries             | Gibson GK428 4,2 l V8 Atmo     | G     | 141   | + 1 min 34 s 085    |
| 5    | LMP2       | 29 | Ultimate                  | François Hériau Matthieu Lahaye Jean-Baptiste Lahaye     | Oreca 07                       | G     | 140   | + 1 tour            |
| 5    | LMP2       | 29 | Ultimate                  | François Hériau Matthieu Lahaye Jean-Baptiste Lahaye     | Gibson GK428 4,2 l V8 Atmo     | G     | 140   | + 1 tour            |
| 6    | LMP2       | 30 | DUQUEINE Team             | René Binder Tristan Gommendy Memo Rojas                  | Oreca 07                       | G     | 140   | + 1 tour            |
| 6    | LMP2       | 30 | DUQUEINE Team             | René Binder Tristan Gommendy Memo Rojas                  | Gibson GK428 4,2 l V8 Atmo     | G     | 140   | + 1 tour            |
| 7    | LMP2       | 25 | G-Drive Racing            | Rui Andrade John Falb Pietro Fittipaldi                  | Aurus 01                       | G     | 140   | + 1 tour            |
| 7    | LMP2       | 25 | G-Drive Racing            | Rui Andrade John Falb Pietro Fittipaldi                  | Gibson GK428 4,2 l V8 Atmo     | G     | 140   | + 1 tour            |
| 8    | LMP2       | 28 | IDEC Sport                | Paul-Loup Chatin Paul Lafargue Patrick Pilet             | Oreca 07                       | G     | 140   | + 1 tour            |
| 8    | LMP2       | 28 | IDEC Sport                | Paul-Loup Chatin Paul Lafargue Patrick Pilet             | Gibson GK428 4,2 l V8 Atmo     | G     | 140   | + 1 tour            |
| 9    | LMP2       | 32 | United Autosports         | Nico Jamin Manuel Maldonado Job van Uitert               | Oreca 07                       | G     | 139   | + 2 tours           |
| 9    | LMP2       | 32 | United Autosports         | Nico Jamin Manuel Maldonado Job van Uitert               | Gibson GK428 4,2 l V8 Atmo     | G     | 139   | + 2 tours           |
| 10   | LMP2       | 37 | Cool Racing               | Antonin Borga Alexandre Coigny Nicolas Lapierre          | Oreca 07                       | G     | 139   | + 2 tours           |
| 10   | LMP2       | 37 | Cool Racing               | Antonin Borga Alexandre Coigny Nicolas Lapierre          | Gibson GK428 4,2 l V8 Atmo     | G     | 139   | + 2 tours           |
| 11   | LMP2       | 24 | Algarve Pro Racing        | Richard Bradley Ferdinand von Habsburg Diego Menchaca    | Oreca 07                       | G     | 139   | + 2 tours           |
| 11   | LMP2       | 24 | Algarve Pro Racing        | Richard Bradley Ferdinand von Habsburg Diego Menchaca    | Gibson GK428 4,2 l V8 Atmo     | G     | 139   | + 2 tours           |
| 12   | LMP2       | 17 | IDEC Sport                | Ryan Dalziel Dwight Merriman Kyle Tilley                 | Oreca 07                       | G     | 139   | + 2 tours           |
| 12   | LMP2       | 17 | IDEC Sport                | Ryan Dalziel Dwight Merriman Kyle Tilley                 | Gibson GK428 4,2 l V8 Atmo     | G     | 139   | + 2 tours           |
| 13   | LMP2       | 35 | BHK Motorsport            | Sergio Campana Francesco Dracone Markus Pommer           | Oreca 07                       | G     | 138   | + 3 tours           |
| 13   | LMP2       | 35 | BHK Motorsport            | Sergio Campana Francesco Dracone Markus Pommer           | Gibson GK428 4,2 l V8 Atmo     | G     | 138   | + 3 tours           |
| 14   | LMP2       | 39 | Graff                     | Vincent Capillaire Arnold Robin Maxime Robin (de)        | Oreca 07                       | G     | 136   | + 5 tours           |
| 14   | LMP2       | 39 | Graff                     | Vincent Capillaire Arnold Robin Maxime Robin (de)        | Gibson GK428 4,2 l V8 Atmo     | G     | 136   | + 5 tours           |
| 15   | LMP3       | 19 | Cool Racing               | Matthew Bell Niklas Krütten Nicolas Maulini              | Ligier JS P320                 | M     | 133   | + 8 tours           |
| 15   | LMP3       | 19 | Cool Racing               | Matthew Bell Niklas Krütten Nicolas Maulini              | Nissan VK56 5,6 l V8 Atmo      | M     | 133   | + 8 tours           |
| 16   | LMP3       | 15 | RLR Msport                | Mike Benham Malthe Jakobsen Alex Kapadia                 | Ligier JS P320                 | M     | 133   | + 8 tours           |
| 16   | LMP3       | 15 | RLR Msport                | Mike Benham Malthe Jakobsen Alex Kapadia                 | Nissan VK56 5,6 l V8 Atmo      | M     | 133   | + 8 tours           |
| 17   | LMP3       | 13 | Inter Europol Competition | Martin Hippe Ugo de Wilde Julien Falchero                | Ligier JS P320                 | M     | 133   | + 8 tours           |
| 17   | LMP3       | 13 | Inter Europol Competition | Martin Hippe Ugo de Wilde Julien Falchero                | Nissan VK56 5,6 l V8 Atmo      | M     | 133   | + 8 tours           |
| 18   | LMP3       | 18 | 1 AIM Villorba Corse      | Alessandro Bressan Damiano Fioravanti Andreas Laskaratos | Ligier JS P320                 | M     | 133   | + 8 tours           |
| 18   | LMP3       | 18 | 1 AIM Villorba Corse      | Alessandro Bressan Damiano Fioravanti Andreas Laskaratos | Nissan VK56 5,6 l V8 Atmo      | M     | 133   | + 8 tours           |
| 19   | LMP3       | 4  | DKR Engineering           | Laurents Hörr Alain Berg                                 | Duqueine M30 - D08             | M     | 133   | + 8 tours           |
| 19   | LMP3       | 4  | DKR Engineering           | Laurents Hörr Alain Berg                                 | Nissan VK56 5,6 l V8 Atmo      | M     | 133   | + 8 tours           |
| 20   | LMP3       | 6  | Nielsen Racing            | Nick Adcock Max Koebolt Austin McCusker                  | Ligier JS P320                 | M     | 133   | + 8 tours           |
| 20   | LMP3       | 6  | Nielsen Racing            | Nick Adcock Max Koebolt Austin McCusker                  | Nissan VK56 5,6 l V8 Atmo      | M     | 133   | + 8 tours           |
| 21   | LMP3       | 20 | Team Virage               | Charles Crews Garett Grist Rob Hodes                     | Ligier JS P320                 | M     | 132   | + 9 tours           |
| 21   | LMP3       | 20 | Team Virage               | Charles Crews Garett Grist Rob Hodes                     | Nissan VK56 5,6 l V8 Atmo      | M     | 132   | + 9 tours           |
| 22   | LMP3       | 14 | Inter Europol Competition | Julius Adomavicius Alessandro Bracalente Mattia Pasini   | Ligier JS P320                 | M     | 132   | + 9 tours           |
| 22   | LMP3       | 14 | Inter Europol Competition | Julius Adomavicius Alessandro Bracalente Mattia Pasini   | Nissan VK56 5,6 l V8 Atmo      | M     | 132   | + 9 tours           |
| 23   | LMGTE      | 80 | Iron Lynx                 | Matteo Cressoni Rino Mastronardi Miguel Molina           | Ferrari 488 GTE Evo            | G     | 132   | + 9 tours           |
| 23   | LMGTE      | 80 | Iron Lynx                 | Matteo Cressoni Rino Mastronardi Miguel Molina           | Ferrari F154CB 3.9 L V8 Turbo  | G     | 132   | + 9 tours           |
| 24   | LMP3       | 7  | Nielsen Racing            | Colin Noble Anthony Wells                                | Ligier JS P320                 | M     | 132   | + 9 tours           |
| 24   | LMP3       | 7  | Nielsen Racing            | Colin Noble Anthony Wells                                | Nissan VK56 5,6 l V8 Atmo      | M     | 132   | + 9 tours           |
| 25   | LMP3       | 3  | United Autosports         | Andrew Bentley Duncan Tappy James McGuire                | Ligier JS P320                 | M     | 131   | + 10 tours          |
| 25   | LMP3       | 3  | United Autosports         | Andrew Bentley Duncan Tappy James McGuire                | Nissan VK56 5,6 l V8 Atmo      | M     | 131   | + 10 tours          |
| 26   | LMP3       | 11 | Eurointernational         | Andrea Dromedari Mateusz Kaprzyk                         | Ligier JS P320                 | M     | 131   | + 10 tours          |
| 26   | LMP3       | 11 | Eurointernational         | Andrea Dromedari Mateusz Kaprzyk                         | Nissan VK56 5,6 l V8 Atmo      | M     | 131   | + 10 tours          |
| 27   | LMGTE      | 77 | Proton Competition        | Gianmaria Bruni Jaxon Evans Christian Ried               | Porsche 911 RSR-19             | G     | 131   | + 10 tours          |
| 27   | LMGTE      | 77 | Proton Competition        | Gianmaria Bruni Jaxon Evans Christian Ried               | Porsche 4,2 L Flat-6 Atmo      | G     | 131   | + 10 tours          |
| 28   | LMGTE      | 55 | Spirit of Race            | Duncan Cameron Matt Griffin David Perel                  | Ferrari 488 GTE Evo            | G     | 131   | + 10 tours          |
| 28   | LMGTE      | 55 | Spirit of Race            | Duncan Cameron Matt Griffin David Perel                  | Ferrari F154CB 3.9 L V8 Turbo  | G     | 131   | + 10 tours          |
| 29   | LMGTE      | 83 | Iron Lynx                 | Rahel Frey Michelle Gatting Manuela Gostner              | Ferrari 488 GTE Evo            | G     | 130   | + 11 tours          |
| 29   | LMGTE      | 83 | Iron Lynx                 | Rahel Frey Michelle Gatting Manuela Gostner              | Ferrari F154CB 3.9 L V8 Turbo  | G     | 130   | + 11 tours          |
| 30   | LMGTE      | 60 | Iron Lynx                 | Paolo Ruberti Claudio Schiavoni Giorgio Sernagiotto      | Ferrari 488 GTE Evo            | G     | 130   | + 11 tours          |
| 30   | LMGTE      | 60 | Iron Lynx                 | Paolo Ruberti Claudio Schiavoni Giorgio Sernagiotto      | Ferrari F154CB 3.9 L V8 Turbo  | G     | 130   | + 11 tours          |
| 31   | LMGTE      | 93 | Proton Competition        | Michael Fassbender Felipe Laser (de) Richard Lietz       | Porsche 911 RSR-19             | G     | 130   | + 11 tours          |
| 31   | LMGTE      | 93 | Proton Competition        | Michael Fassbender Felipe Laser (de) Richard Lietz       | Porsche 4,2 L Flat-6 Atmo      | G     | 130   | + 11 tours          |
| 32   | LMGTE      | 66 | JMW Motorsport            | Jody Fannin Andrea Fontana Rodrigo Sales                 | Ferrari 488 GTE Evo            | G     | 130   | + 11 tours          |
| 32   | LMGTE      | 66 | JMW Motorsport            | Jody Fannin Andrea Fontana Rodrigo Sales                 | Ferrari F154CB 3.9 L V8 Turbo  | G     | 130   | + 11 tours          |
| 33   | LMGTE      | 95 | TF Sport                  | Ross Gunn Ollie Hancock John Hartshorne                  | Aston Martin Vantage AMR       | G     | 128   | + 13 tours          |
| 33   | LMGTE      | 95 | TF Sport                  | Ross Gunn Ollie Hancock John Hartshorne                  | Aston Martin 4,0 L V8 Bi-Turbo | G     | 128   | + 13 tours          |
| 34   | INNOVATIVE | 84 | Association SRT41         | Aoki Takuma Nigel Bailly Pierre Sancinena                | Oreca 07                       | G     | 127   | + 14 tours          |
| 34   | INNOVATIVE | 84 | Association SRT41         | Aoki Takuma Nigel Bailly Pierre Sancinena                | Gibson GK428 4,2 l V8 Atmo     | G     | 127   | + 14 tours          |
| 35   | LMP3       | 8  | Graff                     | David Droux Sébastien Page Eric Trouillet                | Ligier JS P320                 | M     | 127   | + 14 tours          |
| 35   | LMP3       | 8  | Graff                     | David Droux Sébastien Page Eric Trouillet                | Nissan VK56 5,6 l V8 Atmo      | M     | 127   | + 14 tours          |
| 36   | LMP3       | 2  | United Autosports         | Wayne Boyd Edouard Cauhaupé Rob Wheldon                  | Ligier JS P320                 | M     | 125   | + 16 tours          |
| 36   | LMP3       | 2  | United Autosports         | Wayne Boyd Edouard Cauhaupé Rob Wheldon                  | Nissan VK56 5,6 l V8 Atmo      | M     | 125   | + 16 tours          |
| 37   | LMP3       | 9  | Graff                     | Matthias Kaiser Rory Penttinen                           | Ligier JS P320                 | M     | 119   | + 22 tours          |
| 37   | LMP3       | 9  | Graff                     | Matthias Kaiser Rory Penttinen                           | Nissan VK56 5,6 l V8 Atmo      | M     | 119   | + 22 tours          |
| 38   | LMP2       | 34 | Racing Team Turkey        | Charlie Eastwood Harry Tincknell Salih Yoluç             | Oreca 07                       | G     | 116   | + 25 tours          |
| 38   | LMP2       | 34 | Racing Team Turkey        | Charlie Eastwood Harry Tincknell Salih Yoluç             | Gibson GK428 4,2 l V8 Atmo     | G     | 116   | + 25 tours          |
| 39   | LMP3       | 12 | Racing Experience         | Tom Cloet David Hauser Gary Hauser                       | Duqueine M30 - D08             | M     | 115   | + 26 tours          |
| 39   | LMP3       | 12 | Racing Experience         | Tom Cloet David Hauser Gary Hauser                       | Nissan VK56 5,6 l V8 Atmo      | M     | 115   | + 26 tours          |
| Abd. | LMP3       | 5  | MV2S Racing               | Adrien Chila Christophe Cresp Fabien Lavergne            | Ligier JS P320                 | M     | 122   | Panne               |
| Abd. | LMP3       | 5  | MV2S Racing               | Adrien Chila Christophe Cresp Fabien Lavergne            | Nissan VK56 5,6 l V8 Atmo      | M     | 122   | Panne               |
| Abd. | LMP2       | 21 | DragonSpeed USA           | Ben Hanley Henrik Hedman Ricky Taylor                    | Oreca 07                       | G     | 7     | Accident            |
| Abd. | LMP2       | 21 | DragonSpeed USA           | Ben Hanley Henrik Hedman Ricky Taylor                    | Gibson GK428 4,2 l V8 Atmo     | G     | 7     | Accident            |

## Pole position et record du tour
- Pole position :  Nyck de Vries (#25 G-Drive Racing) en 1 min 31 s 788
- Meilleur tour en course :  Roman Rusinov (#25 G-Drive Racing) en 1 min 35 s 797

## À noter
- Longueur du circuit : 4,675 km
- Distance parcourue par les vainqueurs : 659,175 km